# Gustave Bauer
Gustave Bauer (n. 3 aprilie 1884, Newark, New Jersey, SUA – d. 15 februarie 1947, Irvington⁠(d), New Jersey, SUA) a fost un luptător ce a reprezentat Statele Unite ale Americii, medaliat olimpic. A participat la o ediție a Jocurilor Olimpice (1904) în care a câștigat o medalie de argint.

## Participări
Lista de mai jos prezintă principalele competiții la care a participat Gustave Bauer de-a lungul carierei.
- wrestling at the 1904 Summer Olympics – men's freestyle flyweight[*]